# CoRoT-1 b
CoRoT-1 b, precedentemente designato CoRoT-Exo-1 b, e a volte erroneamente citato come COROT-1 B o COROT-Exo-1 b, è un pianeta extrasolare gassoso che orbita intorno alla stella CoRoT-1.
È stato il primo ad essere individuato dalla missione COROT. La sua scoperta stata annunciata il 1º maggio 2007.
CoRoT-1b appartiene alla categoria dei gioviani caldi, una classe di pianeti giganti che orbitano a poca distanza dalla loro stella madre e per questo hanno temperature elevatissime. Le principali caratteristiche di questo pianeta sono il suo grande raggio e la sua bassa densità media, dovute probabilmente al forte irraggiamento ricevuto dalla vicina stella madre che causa l'espansione degli strati esterni dell'atmosfera.
A causa della sua prossimità alla stella, la sua irradiazione stellare di ~ 3,9 x 109 erg s-1 cm-2 ne fa un pianeta appartenente alla teorica classe pM, ovvero il flusso stellare ricevuto dovrebbe essere abbastanza ampio da permettere a composti ad alta opacità come ossido di titanio e ossido di vanadio di essere presenti in forma gassosa nell'atmosfera dal lato del giorno, ovvero quello illuminato dalla stella.